# (31835) 2000 BK16
2000 BK16 (asteroide 31835) é um asteroide troiano de Júpiter. Possui uma excentricidade de 0.05305150 e uma inclinação de 15.13790º.
Este asteroide foi descoberto no dia 30 de janeiro de 2000 por LINEAR em Socorro.